# Algèbre de Hecke
L'algèbre de Hecke d'un groupe de Coxeter est une déformation à un paramètre de son algèbre de groupe, qui présente un intérêt théorique dans l'étude des nœuds notamment au travers du polynôme de Jones : ces algèbres apparaissent comme quotients des algèbres de groupes de tresses artiniens. L'étude des représentations des algèbres de Hecke a permis à Michio Jimbo de formuler une théorie générale des groupes quantiques. En tant que déformations du groupe de Coxeter, on parle également d'algèbre d'Iwahori-Hecke, en l'honneur des mathématiciens Erich Hecke et Nagayoshi Iwahori.

## Algèbre d'Iwahori-Hecke des groupes de Coxeter
On se donne un système de Coxeter {\displaystyle (W,S)} de matrice {\displaystyle M=(m_{s,t})}, {\displaystyle R} un anneau (commutatif, unitaire), {\displaystyle {q_{s}\,|\,s\in S}} un système d'unités de {\displaystyle R} tel que, si s et t sont conjugués dans W, alors {\displaystyle q_{s}=q_{t}}. Enfin on note {\displaystyle A} l'anneau des polynômes de Laurent à coefficients entiers d'indéterminées {\displaystyle q_{s}} : {\displaystyle A=\mathbb {Z} \left[q_{s}^{\pm 1}\right]}.
On définit l'algèbre {\displaystyle H_{R}(W,S,q)} par générateurs {\displaystyle T_{s}} pour tout {\displaystyle s\in S} et relations :
- {\displaystyle T_{s}T_{t}T_{s}\cdots =T_{t}T_{s}T_{t}\cdots } où on a de part et d'autre {\displaystyle m_{s,t}<\infty } termes et {\displaystyle s,t\in S} (« relations de tresses ») ;
- {\displaystyle (T_{s}-q_{s}^{1/2})(T_{s}+q_{s}^{1/2})=0} pour tout {\displaystyle s\in S} (« relations quadratiques »).

Si R = A, on peut reconstruire (« spécialiser ») toute algèbre {\displaystyle H_{R}} au moyen de l'unique homomorphisme d'anneaux {\displaystyle A\to R} qui envoie l'indéterminée {\displaystyle q_{s}\in A} sur l'unité {\displaystyle q_{s}\in R}. R est alors muni d'une structure de A-algèbre et l'extension des scalaires {\displaystyle H_{A}(W,S,q)\otimes _{A}R} est canoniquement isomorphe à {\displaystyle H_{R}(W,S,q)}. La théorie des diagrammes de Dynkin pour les groupes de Coxeter montre que toute paire de générateur de Coxeter est conjuguée. Une conséquence est notamment que l'on peut spécialiser toutes les indéterminées {\displaystyle q_{s}} sur un unique élément q, la « déformation », sans perte de généralité.

## Représentation des algèbres de Hecke
Les représentations complexes des algèbres de Hecke de type fini sont liées aux séries principales sphériques des groupes de Chevalley finis. George Lusztig a montré qu'on pouvait en fait décrire la plupart des caractères des groupes de Lie finis à partir de la théorie des représentations des algèbres de Hecke.
Les représentations modulaires et les représentations aux racines de l'unité sont liées aux bases canoniques des groupes quantiques affines.